# Bazauges
Bazauges település Franciaországban, Charente-Maritime megyében. Lakosainak száma 104 fő (2022. január 1.). Bazauges Ranville-Breuillaud, Beauvais-sur-Matha, Cressé és Fontaine-Chalendray községekkel határos.

## Népesség
A település népességének változása:
| Lakosok száma | 207  | 159  | 148  | 125  | 135  | 124  | 117  | 112  | 109  | 104  |
|               | 1968 | 1982 | 1990 | 2006 | 2013 | 2015 | 2017 | 2019 | 2020 | 2022 |